# Volkmar Haase
Volkmar Haase (Berlijn, 1930) is een Duitse beeldhouwer.

## Leven en werk
In 1951 startte Haase een studie schilderkunst aan de Universität der Künste in Berlin, een studie die hij afsloot als Meisterschüler van Max Kaus. Sinds 1958 is hij in Berlijn werkzaam als beeldhouwer, vanaf 1965 heeft hij zijn atelier in Berlijn-Kladow. Een van zijn vaste assistenten was Karl Menzen, die zijn beeldhouwopleiding bij Haase kreeg. Haase leeft en werkt sedert 2003 eveneens op een klein landgoed in Brüssow (in de streek Uckermark van de deelstaat Brandenburg).
De werken die Haase vooral creëert van roestvrij staal, zijn veelal bestemd voor de openbare ruimte. Naast zijn werken in de straten en parken van de stad Berlijn, zo'n veertigtal, vindt men zijn sculpturen in steden in heel Duitsland.

## Werken in Berlijn (selectie)
- Entfaltung (1962), Alexandrinenstraße in Berlin-Kreuzberg
- Schwingend (1968), Clayallee in Berlin-Zehlendorf
- Fruchtbarkeitsschrein (1968/70), Argentinische Allee in Berlin-Zehlendorf
- Gespaltenes Dreieck (1972), Volkspark Mariendorf in Berlin-Mariendorf
- Skulptur mit Kern – blau-rot (1973), Lietzenseepark in Berlin-Charlottenburg
- Altar (1975) in Berlin-Tiergarten
- Laokoon I (1977), Waldschule in Berlin-Charlottenburg
- Erektion (1978), Greenwichpromenade in Berlin-Tegel
- Säulen-Brunnenplastik (1979), Kaiserstraße in Berlin-Tempelhof
- Altaar en kruis (1979), Königin-Luise-Gedächtniskirche in Berlin-Schöneberg
- Säule mit sich drehendem Kubus (1981), Radelandstraße in Berlin-Spandau
- Ikarus (1983), Holzmannstraße in Berlin-Tempelhof
- Deportationsmahnmal Putlitzbrücke (1987), Berlin-Moabit
- Tangentiale Berührung en Treppenskulptur (1988), Haus am Lützowplatz in Berlijn
- Laokoon IV (1989), Alter Park in Berlin-Tempelhof
- Differenzierte Berührung (1989) in Berlin-Mitte
- Schild und Wehr (1991) in Berlin-Spandau
- Offene Berührung (1991), Evangelisches Johannesstift in Berlin-Spandau
- Hochwendelnd (1992) in Berlin-Spandau
- Freud´sches Schwert (1992), Dorfplatz in Berlin-Kladow
- Woge mit zwei Kugeln diametral (1998), Evangelisches Johannesstift in Berlin-Spandau
- Woge auf Kyanit (2002), Evangelisches Johannesstift in Berlin-Spandau
- Woge - schwingelnd, vertikal mit Kugel (2003), Lietzenseepark in Berlin-Charlottenburg
- Berührung (2003), Lietzenseepark in Berlin-Charlottenburg

## Werken in andere steden (selectie)
- Verstrebung (1957/58), Sammlung Domnick in Nürtingen
- Stele I (1960), Stele II (1962) en Schwingend, Modell (1967), Skulpturenpark Sammlung Domnick
- Freiplastik (1965), Skulpturenpark Schloss Morsbroich in Leverkusen
- Drei Plastiken im Raum (1975), Kulturzentrum in Witten/Ruhr
- Säulenplastik (1977), Bundesleistungszentrum in Hannover
- Laokoon II (1977) in Oldenburg
- Marx-Säule (1981), F.N.V. in Amsterdam
- Ikarus (1987), Königswörther Platz in Hannover
- Stürmende - Stürzende - Apodiktische (1987), Münchberg
- Große Berührung schwingend (1993) in Wiesloch
- Aurora (2001) in Hildesheim-Drispenstedt
- Säulenplastik (2004), Kloster Lehnin
- Durchdringung (2006) in Wiesloch
- Kleine Woge auf blauem Kyanit (1977/2007), Brunnengalerie in Wiesloch

## Musea
Ook behoren werken van Haase tot de collectie van musea als:
- Berlinische Galerie in Berlijn
- Museum of Modern Art in New York
- Lehmbruck-Museum in Duisburg

## Fotogalerij

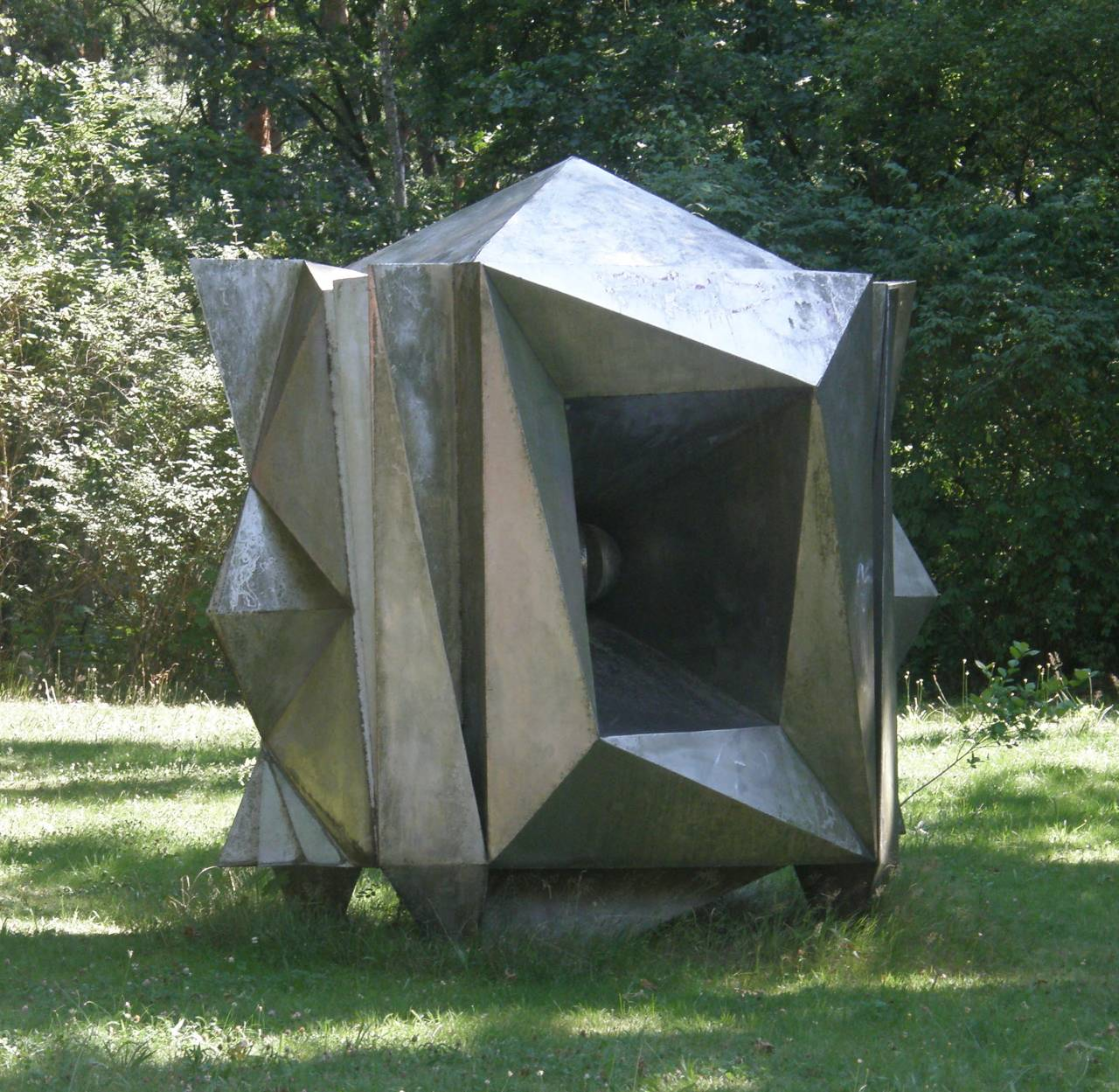
Fruchtbarkeitsschrein (1968/1970), Berlijn
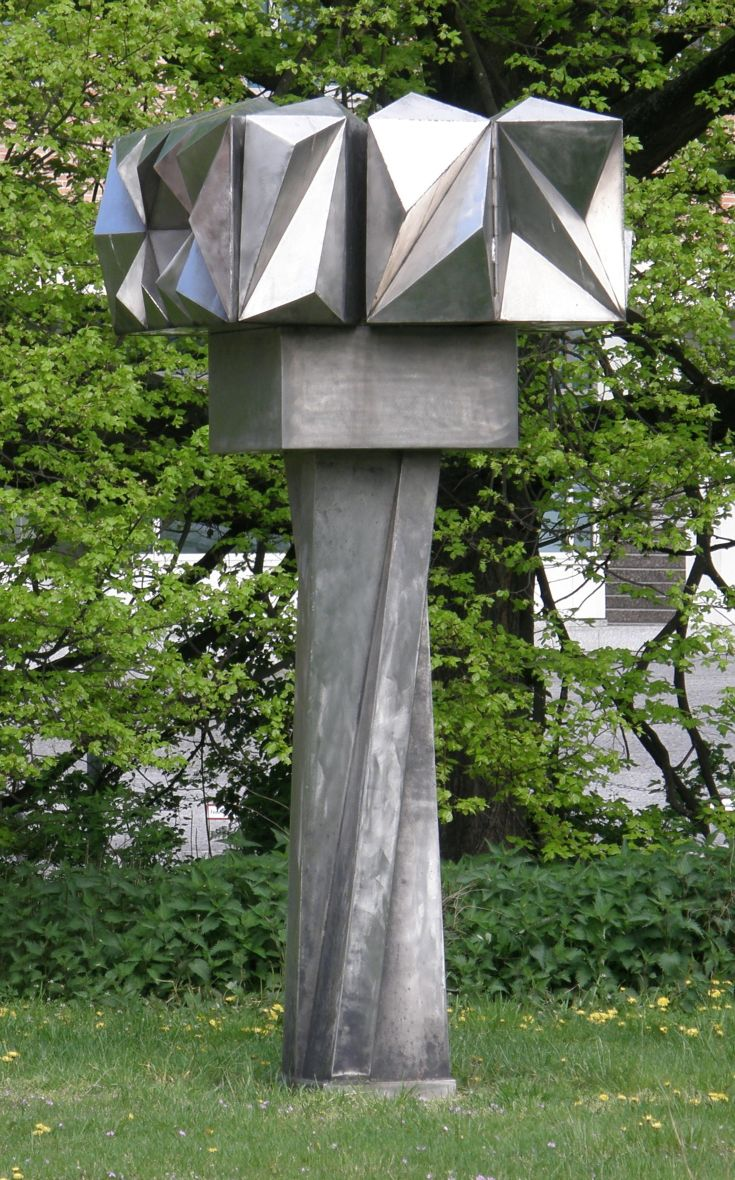
Altar (1975), Berlijn
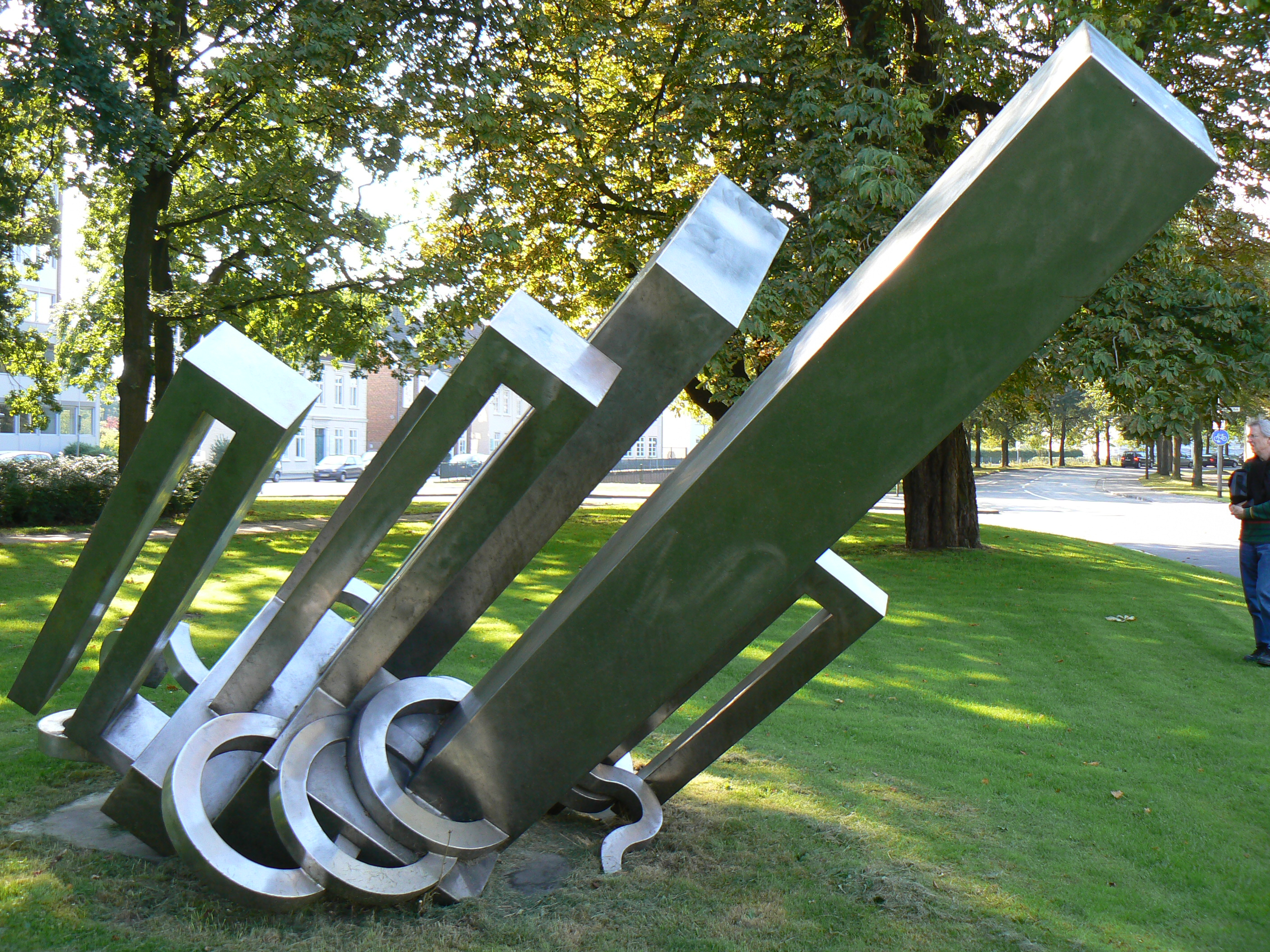
Laokoon II (1977), Oldenburg
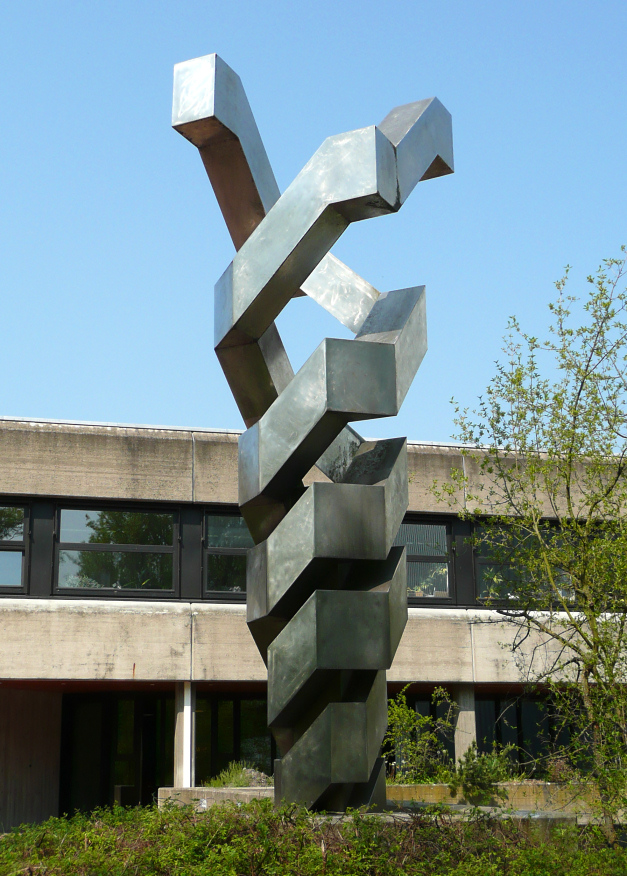
Säulenplastik (1977), Hannover
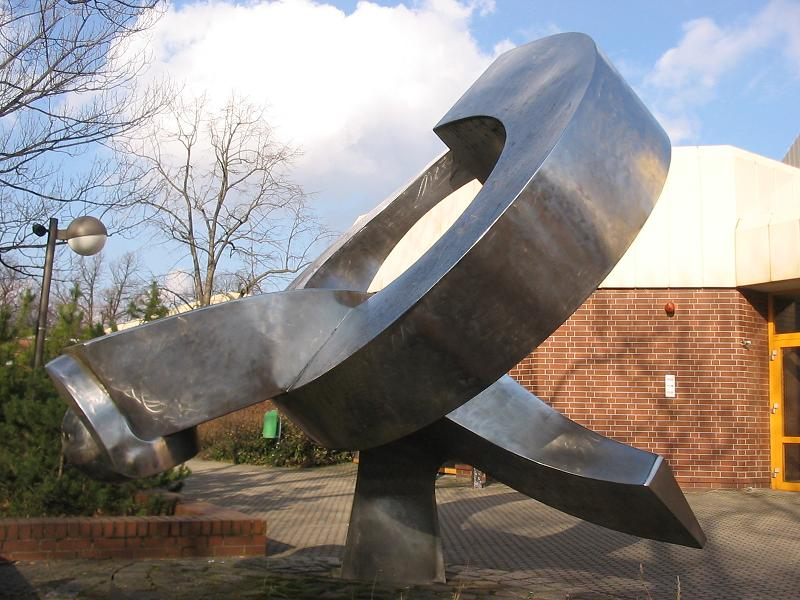
Ikarus (1983), Berlijn
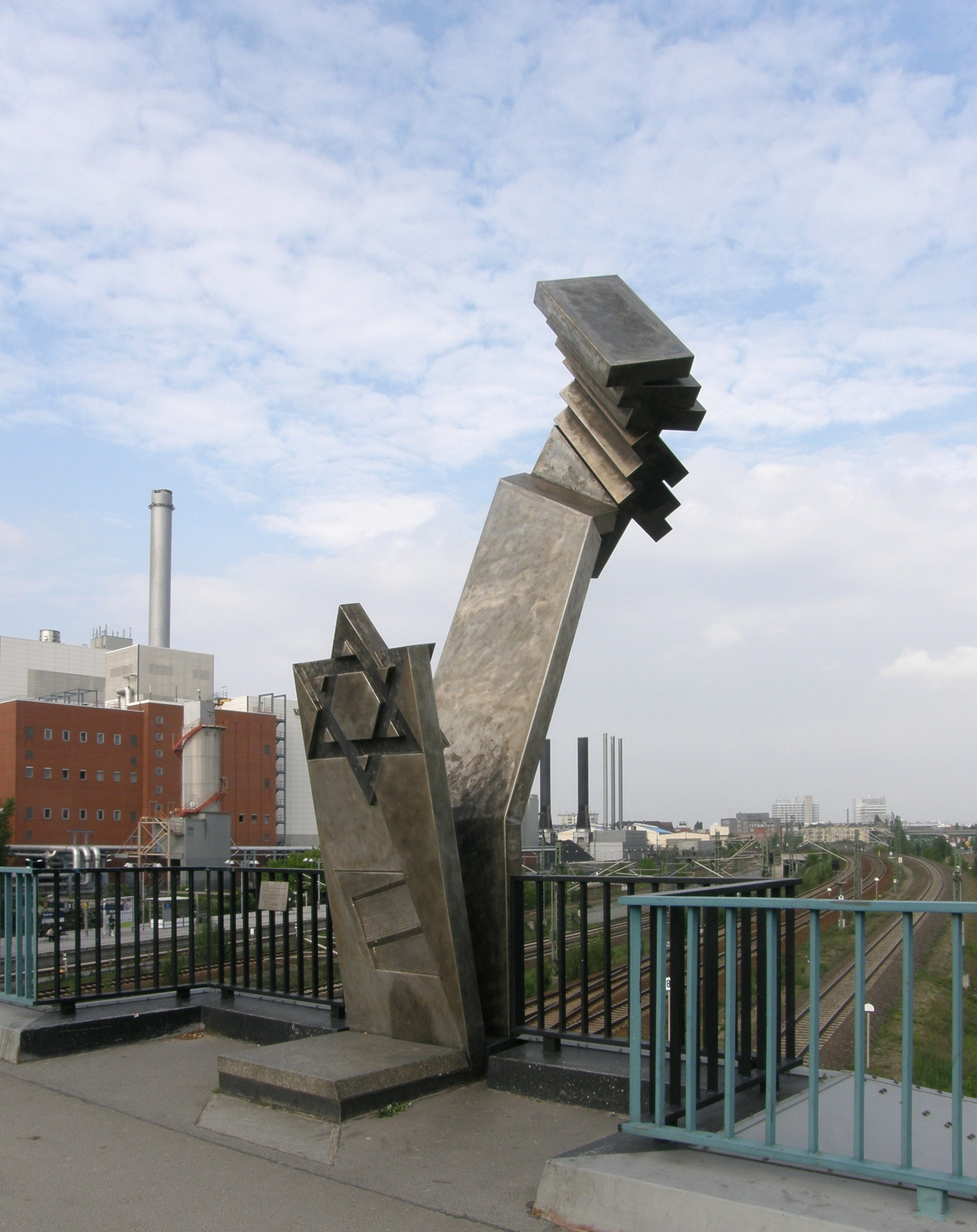
Holocaust gedenkteken Putlitzbrücke (1987), Berlijn
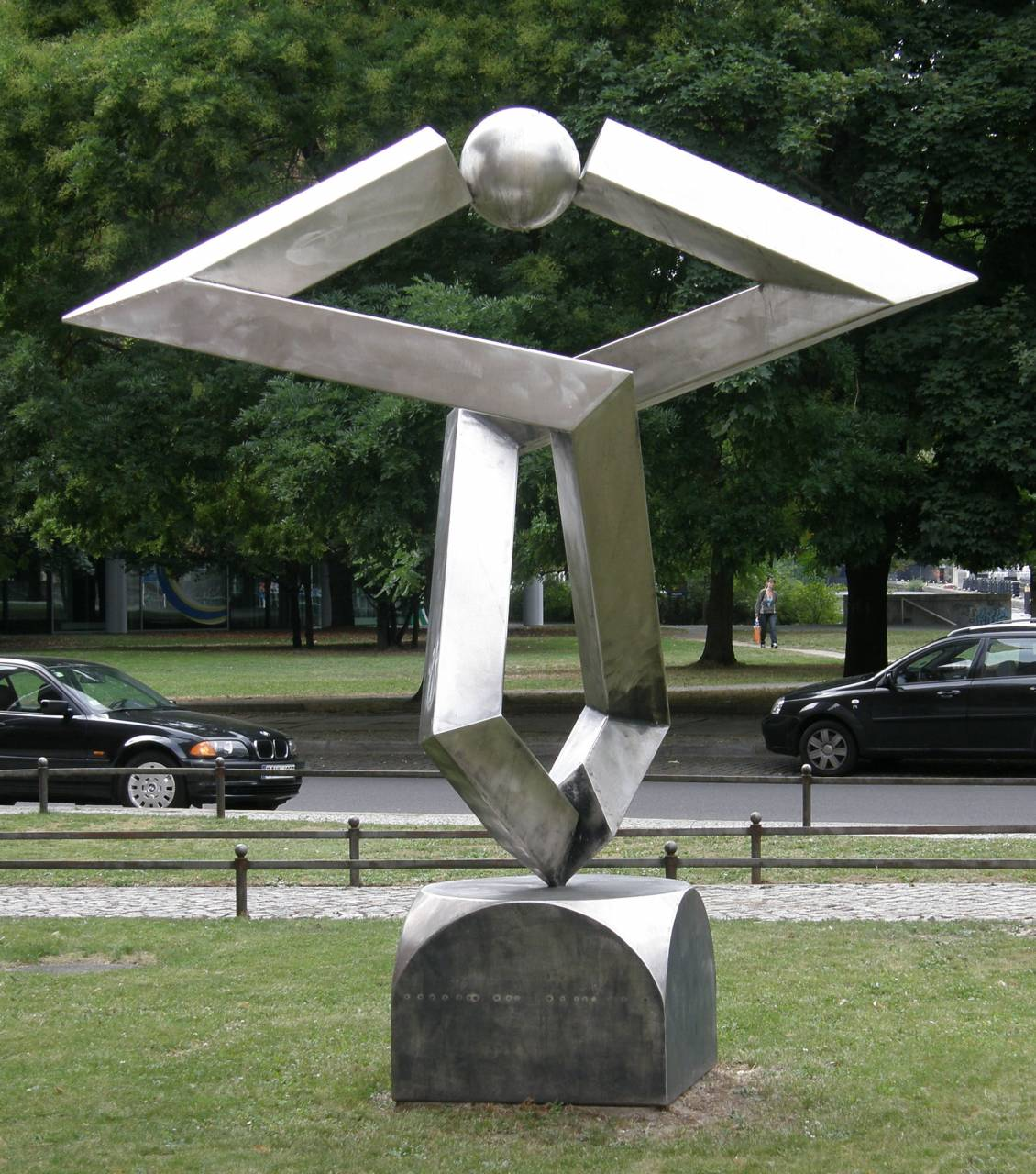
Differenzierte Berührung (1989), Berlijn
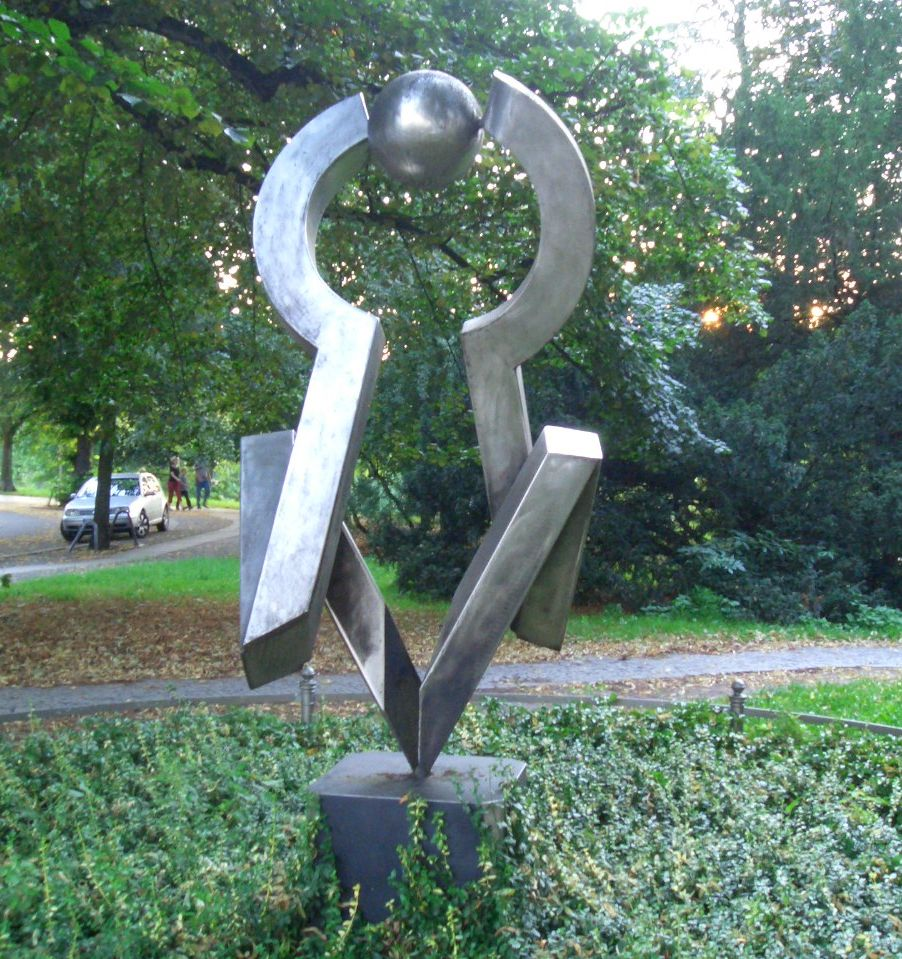
Tangentiale Berührung (1990), Berlijn
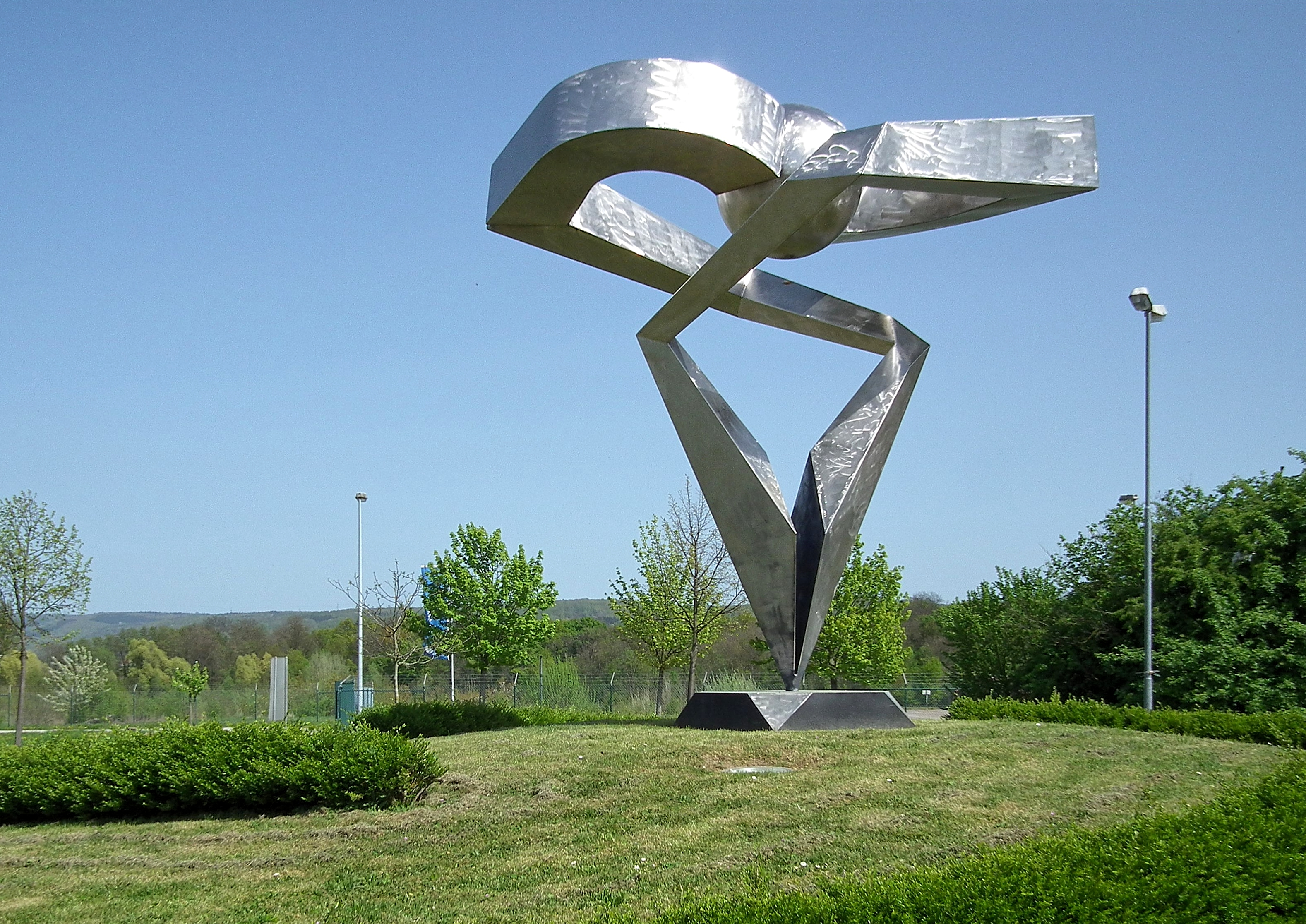
Große Berührung-schwingend (1993/94), Wiesloch
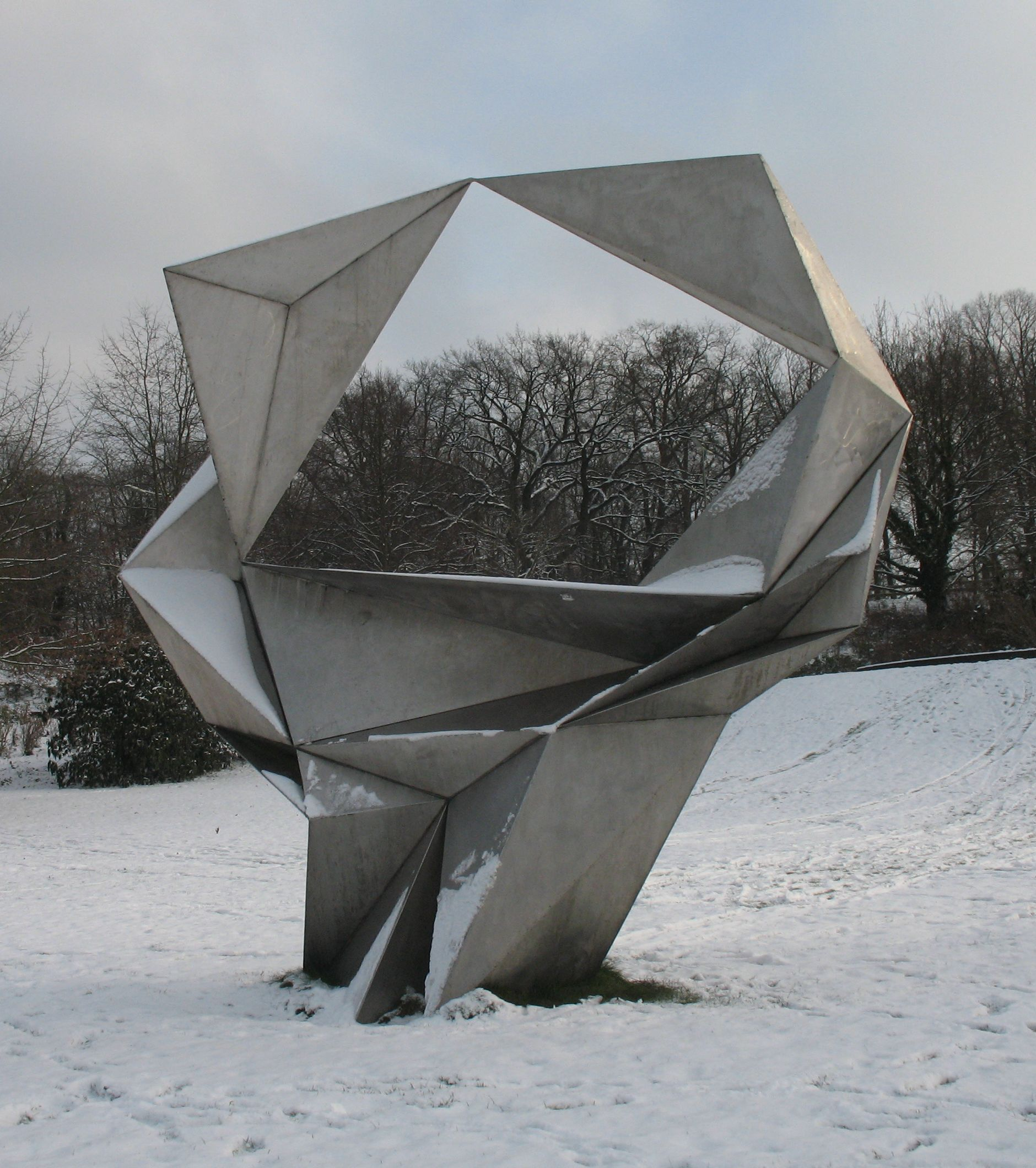
Schwingend (1968), in Berlijn-Wannsee